# Dorotea de Sajonia-Altenburgo
Dorotea de Wettin (Torgau, 26 de junio de 1601 - Altenburg, 10 de abril de 1675), fue una noble alemana perteneciente a la rama ernestina de la Casa de Wettin.
Dorotea fue el quinto vástago del matrimonio entre el duque Federico Guillermo I de Sajonia-Weimar y su segunda esposa, la condesa palatina Ana María de Wittelsbach, hija primogénita del duque Felipe Luis del Palatinado-Neoburgo y de Ana de Cleves. Esta última hija del duque Guillermo V el Rico y de la archiduquesa austriaca María de Habsburgo. 
Se casó el 24 de junio de 1633 con el duque Alberto de Sajonia-Eisenach. De esta unión no hubo descendencia.
- Datos: Q1246330